# War Trigger 3
War Trigger 3 (precedentemente chiamato Red Crucible Firestorm) è un browser game, sparatutto in prima persona, free-to-play, basato su Unity, sviluppato da Rocketeer Games Studio.
Originariamente chiamato Red Crucible e in seguito Red Crucible 2, in questo aggiornamento il gioco presenta nuove armi, oggetti consumabili, veicoli, elicotteri, una grafica migliorata, arene ridisegnate e una nuova interfaccia.
La versione beta della prima versione Red Crucible è stata pubblicata su Facebook il 26 agosto 2010. In seguito il gioco è stato ufficialmente distribuito per macOS scaricabile dall'App Store, Kongregate, Wooglie, come standalone per Windows e Linux e giocabile dal sito della Rocketeer Games Studio. La beta di Red Crucible Firestorm è stata ufficialmente aperta al pubblico sul sito della Rocketeer Games il 22 gennaio 2015 e con un aggiornamento ha sostituito Red Crucible 2 su tutte le piattaforme il 15 aprile, inoltre è stato pubblicato su Steam il 29 maggio.
La colonna sonora è stata composta da Steve Mazzaro.

## Caratteristiche
È possibile personalizzare il proprio avatar con vari elmetti, mimetiche, armature. Sono presenti modalità con vari tipi di veicoli militari: quali elicotteri, carri armati, aerei e diverse classi di armi: come fucili d'assalto, fucili da cecchino, mini mitragliette d'assalto, pistole e bazooka.
Il gioco offre anche la possibilità di creare un proprio clan o di entrarne in uno già esistente e di creare battaglie tra clan.

## Modalità di gioco
Esistono sei diverse modalità, esse sono:
- TDM: Resources; deathmatch a due squadre 10 contro 10 (Red e Blue), si gioca fino al raggiungimento del punteggio prestabilito o allo scadere del tempo. Vince la squadra col maggior numero di uccisioni.
- Search & Destroy; match composto da tre round in cui l'obbiettivo è piantare una bomba in uno dei due punti prestabiliti spawnati casualmente sulla mappa e impedire che il team avversario la disattivi, le squadre si alternano il compito ad ogni round, si può raggiungere la vittoria del round anche uccidendo l'intera squadra avversaria. Vince la squadra che ha vinto più round.
- Survivor; match tutti contro tutti da 16 giocatori. A ogni giocatore, all'inizio della partita, vengono assegnati dei punti che calano col passare del tempo, questi possono essere rigenerati raccogliendo degli "adrenaline packs" che si trovano in punti casuali della mappa. Quando il numero dei punti arriva a zero il giocatore muore. Vince il giocatore che alla fine del tempo ha accumulato il maggior numero di punti o che sopravvive per ultimo.
- TDR: armored; valgono le stesse regole del TDM: Resources ma si possono usare veicoli di aria e di terra.
- Territories; due squadre da 10 si contendono 5 punti di controllo nella mappa e guadagnano punti per ogni postazione catturata. Vince la squadra che raggiunge un certo punteggio o che ha quello maggiore allo scadere del tempo.
- Conquer; le due squadre devono cercare di prendere il controllo di un territorio la cui posizione cambia casualmente durante il match. Vince la squadra che raggiunge un certo punteggio o che ha quello maggiore allo scadere del tempo.

## Mappe
Le varie mappe giocabili vengono sbloccate man mano che si avanza di livello.
- A7 Autobahn: arena di dimensioni medio-grandi basato su un'autostrada e due paesini nelle immediate vicinanze, sono utilizzabili elicotteri e carri armati. Modalità giocabili: TDR: armored, Territories e Conquer.
- Kiev: una portaerei russa con aerei ed elicotteri, non utilizzabili, stazionati su di essa. Modalità giocabili: TDM: Resources, Search & Destroy, Territories e Survivor.
- Red Dawn: mappa composta da un aeroporto di medie dimensioni con interni degli aerei accessibili e golf cart guidabili. Modalità giocabili: TDM: Resources, Search & Destroy, Territories e Survivor.
- Sand Storm: è ambientata nel deserto arabo, mappa di grandi dimensioni giocabile con elicotteri e carri. Modalità giocabili: TDR: armored, Territories e Conquer.
- Frankfurt: mappa di medio-grandi dimensioni ambientata nel distretto finanziario di Francoforte con alcuni edifici accessibili. Modalità giocabili: TDM: Resources, Search & Destroy, Territories e Survivor.
- Favela: è ambientata nella favelas brasiliane mappa, di dimensioni medio-grandi. Modalità giocabili: TDM: Resources, Search & Destroy, Territories e Survior